# Gloster F.9/37
Gloster F.9/37 Reaper byl britský dvoumotorový jednomístný dolnoplošný stíhací letoun s dvojitou SOP z období druhé světové války.

## Vznik a vývoj
Gloster Reaper vznikl na základě specifikace Air Ministry F.9/37 z roku 1937 požadující stíhací dvoumístný dvoumotorový stroj s mohutnou pevnou hlavňovou výzbrojí. Nový šéfkonstruktér společnosti Gloster, W. G. Carter, využil návrh draku z nerealizovaného projektu F.34/35 věžového stíhacího letounu H. P. Follanda. Celý jej zmenšil, aerodynamicky doladil a upravil podle nových specifikací. Výzbroj se měla skládat z pěti kanónů Hispano ráže 20 mm. Air Ministry projekt přijalo jako jednomístný bez potřeby navigátora a objednalo dva prototypy. Oba měly mít celokovové draky, zatahovací podvozky, stavitelné vrtule a vztlakové klapky. Lišit se měly pohonnými jednotkami pro porovnání vlastností a výkonů.
První prototyp (sér. č. L7999) obdržel dvojici dvouhvězdicových čtrnáctiválců Bristol Taurus T-S(a) s výkonem po 772 kW s třílistými stavitelnými vrtulemi Rotol. Druhý prototyp (L8002) pak kapalinou chlazené vidlicové dvanáctiválce typu Rolls-Royce Peregrine po 650 kW rovněž s vrtulemi Rotol.
Zálet prvního neozbrojeného prototypu provedl šéfpilot P. E. G. Sayer 3. dubna 1939 z letiště v Hucclecote. V květnu s ním létal i M. Daunt, který letoun oficiálně předvedl na základně RAF Northolt. V létě byl nový stroj předán k testům do Boscombe Down ke středisku Aeroplane and Armament Experimental Establishment. Pohonné jednotky Taurus verze T-S(a) se ovšem přehřívaly a byly nespolehlivé, navíc byl první Reaper poškozen během přistání v Boscombe Down. Po opravě u mateřské firmy se v dubnu 1940 vrátil k A&AEE s novými motory Taurus T-S(a)III o výkonu 662 kW.
Dne 22. února 1940 Sayers zalétal také druhý exemplář. Mezitím se ovšem změnily požadavky RAF a Air Ministry vypsalo nové specifikace F.18/40 požadující dvoumístný denní a noční těžký stíhací letoun s možností vybavení radarem. Až do roku 1941 konstruktér Carter experimentoval s druhým prototypem ve snaze uplatnit jej i pro nové specifikace, ale v témže roce firma Gloster celý projekt bez objednání sériové výroby zastavila.
Roli těžkého stíhacího letounu převzaly modifikované stroje Bristol Beaufighter a později de Havilland Mosquito. Speciálně vyvinuté agregáty Peregrine nalezly uplatnění u sériových dvoumotorových stíhacích a stíhacích bombardovacích strojů Westland Whirlwind.

## Specifikace (L7999)
Údaje podle

### Technické údaje
- Osádka: 1
- Rozpětí: 15,25 m
- Délka: 11,29 m
- Výška: 3,53 m
- Nosná plocha: 35,86 m²
- Hmotnost prázdného letounu: 4 004 kg
- Vzletová hmotnost: 5 269 kg
- Pohonná jednotka: 2 × vzduchem chlazený čtrnáctiválcový dvouhvězdicový motor Bristol Taurus T-S(a)
- Výkon pohonné jednotky: 1 050 hp (780 kW)

### Výkony
- Maximální rychlost: 579 km/h (v 4700 m)
- Minimální rychlost: 109 km/h
- Výstup do 7600 m: 17,30 min
- Praktický dostup: 9 144 m
- Dolet: 650 km

### Výzbroj
- 2 × kanón British Hispano ráže 20 mm
- 4 × kulomet Browning Mk.II ráže 7,7 mm
- 2 × závěsník pro 20 lb (9,1 kg) pumu